# Marsaskala
Marsaskala (o Marsascala, tradicionalmente en castellano)  es una localidad maltesa y uno de los sesenta y ocho consejos locales que conforman el país desde 1993.

## Territorio y demografía
La superficie de este consejo local maltés abarca una extensión de territorio de unos 5,4 kilómetros cuadrados de superficie. La población de esta división administrativa se encuentra compuesta por un total de 10.024 personas (según las cifras que arrojaron el censo llevado a cabo en el año 2011). Mientras que su densidad poblacional es de 1900 habitantes por cada kilómetro cuadrado aproximadamente.

## Hermanamientos
Marsascala forma parte del Douzelage, el plan europeo de hermanamiento entre diversas ciudades de países integrantes de la Unión Europea:
- Altea, España
- Bad Kötzting, Alemania
- Bellagio, Italia
- Bundoran, Irlanda
- Chojna, Polonia
- Granville, Francia
- Holstebro, Dinamarca
- Houffalize, Bélgica
- Judenburg, Austria
- Karkkila, Finlandia
- Kőszeg, Hungría
- Mersen, Países Bajos
- Niederanven, Luxemburgo
- Oxelösund, Suecia
- Préveza, Grecia
- Prienai, Lituania
- Sesimbra, Portugal
- Sherborne, Reino Unido
- Sigulda, Letonia
- Siret, Rumanía
- Sušice, República Checa
- Türi, Estonia
- Zvolen, Eslovaquia